# Gran Premio del Belgio 1998
Il Gran Premio del Belgio 1998 fu il tredicesimo appuntamento della stagione di Formula 1 1998. Disputatosi il 30 agosto sul Circuito di Spa-Francorchamps, è stato vinto da Damon Hill su Jordan-Mugen-Honda, alla ventiduesima ed ultima vittoria in carriera. Hill ha preceduto sul traguardo il compagno di squadra Ralf Schumacher e Jean Alesi su Sauber-Petronas.

## Qualifiche
Il finlandese Häkkinen conquista la sua nona pole position stagionale, ancora una volta davanti al compagno di squadra Coulthard. Sorprende la Jordan di Damon Hill che si qualifica terzo davanti alle Ferrari di Schumacher e Irvine; seguono Villeneuve, Fisichella e Ralf Schumacher.

### Classifica
| Pos | Nº | Pilota                | Costruttore/Motore  | Tempo    | Gap    |
| --- | -- | --------------------- | ------------------- | -------- | ------ |
| 1   | 8  | Mika Häkkinen         | McLaren-Mercedes    | 1'48"682 | Pole   |
| 2   | 7  | David Coulthard       | McLaren-Mercedes    | 1'48"845 | +0"163 |
| 3   | 9  | Damon Hill            | Jordan-Mugen-Honda  | 1'49"728 | +1"046 |
| 4   | 3  | Michael Schumacher    | Ferrari             | 1'50"027 | +1"345 |
| 5   | 4  | Eddie Irvine          | Ferrari             | 1'50"189 | +1"507 |
| 6   | 1  | Jacques Villeneuve    | Williams-Mecachrome | 1'50"204 | +1"522 |
| 7   | 5  | Giancarlo Fisichella  | Benetton-Playlife   | 1'50"462 | +1"780 |
| 8   | 10 | Ralf Schumacher       | Jordan-Mugen-Honda  | 1'50"501 | +1"819 |
| 9   | 2  | Heinz-Harald Frentzen | Williams-Mecachrome | 1'50"686 | +2"004 |
| 10  | 14 | Jean Alesi            | Sauber-Petronas     | 1'51"189 | +2"507 |
| 11  | 6  | Alexander Wurz        | Benetton-Playlife   | 1'51"648 | +2"966 |
| 12  | 15 | Johnny Herbert        | Sauber-Petronas     | 1'51"851 | +3"169 |
| 13  | 12 | Jarno Trulli          | Prost-Peugeot       | 1'52"572 | +3"890 |
| 14  | 18 | Rubens Barrichello    | Stewart-Ford        | 1'52"670 | +3"988 |
| 15  | 11 | Olivier Panis         | Prost-Peugeot       | 1'52"784 | +4"102 |
| 16  | 16 | Pedro Diniz           | Arrows              | 1'53"037 | +4"355 |
| 17  | 19 | Jos Verstappen        | Stewart-Ford        | 1'53"149 | +4"467 |
| 18  | 17 | Mika Salo             | Arrows              | 1'53"207 | +4"525 |
| 19  | 21 | Toranosuke Takagi     | Tyrrell-Ford        | 1'53"237 | +4"555 |
| 20  | 20 | Ricardo Rosset        | Tyrrell-Ford        | 1'54"850 | +6"168 |
| 21  | 22 | Shinji Nakano         | Minardi-Ford        | 1'55"084 | +6"402 |
| 22  | 23 | Esteban Tuero         | Minardi-Ford        | 1'55"520 | +6"838 |

## Gara
La domenica piove e tutti temono la partenza in discesa: si decide di partire senza safety car ed è subito caos con quello che è l'incidente col maggior numero di vetture coinvolte nella storia della Formula 1, ben 13.
Al via parte bene Häkkinen, dietro pattinano sia Ralf Schumacher che Hill; alla Source arrivano affiancati Irvine e Coulthard: i due devono allargare in curva e vengono infilati da Villeneuve e Michael Schumacher. Coulthard è quarto ma rimettendosi in linea perde il controllo della McLaren e schizza contro il muretto dei vecchi box e rimbalza in pista davanti al gruppo. Passano Fisichella, Ralf Schumacher, Frentzen, Alesi e Tuero, mentre tutti gli altri finiscono uno contro l'altro tra un mare di rottami: Irvine centra per primo la vettura di Coulthard, poi è la volta di Salo mentre Herbert e Trulli si girano e Diniz finisce contro la Prost.
Panis urta Barrichello e manda la Stewart in testacoda davanti a Wurz che lo sperona. Takagi finisce contro il muro mentre con la strada completamente ostruita Rosset finisce nel mucchio contro la Prost di Panis e la Stewart di Barrichello. La gara è interrotta e si riparte con quattro vetture in meno: quelle di Barrichello (leggermente ferito), Salo, Rosset e Panis.
Al secondo via, ancora sotto la pioggia, le McLaren partono male, Irvine s'infila all'interno di Häkkinen il quale deve allargare, si tocca con Schumacher e si gira alla Source. Il finlandese viene centrato in pieno dalla Sauber di Herbert, passano pochi minuti e Coulthard e Wurz vengono a loro volta a contatto: riesce a ripartire solo lo scozzese. Entra la safety car davanti a Hill, Schumacher, Irvine, Alesi, Villeneuve, Frentzen, Ralf Schumacher, Fisichella, Diniz e Verstappen. Al 3º giro rientra la safety car e subito le Williams passano la Sauber di Alesi ma già al 5º giro Villeneuve compie un testacoda e riparte dietro il francese.
Al 8º giro Schumacher si porta in testa alla gara infilando Hill al curvone Blanchimont; intanto esplode il motore Ford di Verstappen. Irvine va in testacoda e l'ala anteriore rimane incastrata sotto il telaio: l'irlandese deve compiere quasi un giro prima di rientrare ai box. Mentre la pioggia aumenta di intensità la corsa di Takagi finisce contro il muro esterno alla Source. Michael Schumacher gira su tempi inavvicinabili per gli altri e dopo poche tornate ha già 16" di vantaggio su Hill, poi si intravedono Alesi, Frentzen, Villeneuve, Fisichella e Ralf Schumacher.
Al 16º giro va in testacoda Alesi che riparte dietro Ralf Schumacher, mentre Villeneuve vorrebbe rientrare ai box per il cambio gomme ma i box sono occupati da Frentzen: il canadese è costretto a fare un ulteriore giro che gli sarà fatale grazie ad un aquaplaning che lo fa finire contro le barriere. Due giri e si ritira anche Tuero per noie elettriche. Al 24º giro Michael Schumacher conduce su Hill, Ralf Schumacher, Alesi, Frentzen, Fisichella, Irvine, Diniz, Trulli, Nakano e Coulthard.
Il giro dopo, Schumacher si appresta a doppiare Coulthard, il quale aveva problemi ed era già andato ai box. Nel rettifilo in discesa verso Pouhon, la McLaren rallenta bruscamente su un tratto molto bagnato ed il ferrarista, uscito dalla curva in piena e con la visibilità ridotta per via dell'acqua generata dalle ruote della vettura dello scozzese, tampona l'avversario. Il tedesco completa il giro fino ai box su tre ruote, mentre Coulthard resta senza alettone posteriore. Appena rientrato, Schumacher, visibilmente arrabbiato, stacca il volante dalla sua monoposto gettandolo violentemente contro il bancone del box e si precipita al box McLaren, insultando Coulthard ed accusandolo di aver persino tentato di ucciderlo. La rissa viene scongiurata dall'intervento dei meccanici McLaren che li tengono separati, poi il tedesco viene portato via da Jean Todt e Stefano Domenicali. Gli steward, non ravvisando frenate da parte dello scozzese, non danno seguito a sanzioni disciplinari. Cinque anni dopo, il pilota McLaren ammetterà la propria responsabilità nell'incidente. Il momento nero della Ferrari in Belgio continua con Irvine che esce di strada.
Passa solo un giro e si assiste ad un altro tamponamento ancora più violento con Fisichella che finisce a più di 300 km/h sulla Minardi di Nakano. La Benetton distrutta finisce la corsa in mezzo alla pista e rientra la safety car. Hill è adesso in testa davanti al compagno di squadra Ralf Schumacher, poi Alesi, Frentzen, Diniz, Trulli, Coulthard e Nakano (gli ultimi due rientrati dopo una lunga sosta ai box dopo gli incidenti). Con solo otto vetture in gara la corsa va avanti fino alla sua conclusione sempre sotto una pioggia battente. Damon Hill vince per la ventiduesima ed ultima volta in carriera, regalando il primo successo della sua storia alla squadra di Eddie Jordan, gioia completata dal secondo posto di Ralf Schumacher. Completa il podio Alesi seguito da Frentzen, Diniz e Trulli, che porta il primo punto stagionale alla Prost. Per il figlio d'arte si tratta del primo successo dopo il Gran Premio del Giappone 1996, mentre per la Mugen-Honda è la seconda vittoria in F1 dopo quella ottenuta nel Gran Premio di Monaco 1996 da Olivier Panis su Ligier. Era dal Gran Premio del Canada 1995 che la scuderia irlandese non piazzava le proprie monoposto sul podio (all'epoca Rubens Barrichello ed Eddie Irvine furono rispettivamente secondo e terzo).
In classifica non cambia niente con i primi sei che non prendono punti, Häkkinen continua a condurre con 77 davanti a Schumacher 70, Coulthard 48 e Irvine 32. Stessa classifica anche nei costruttori con McLaren 125 davanti alla Ferrari 102, sorpasso della Williams 33 punti ai danni della Benetton 32 mentre si fa sotto adesso la Jordan con 26.

### Classifica
Fonte
| Pos | Nº | Pilota                | Costruttore/Motore  | Giri | Tempo                      | Griglia | Punti |
| --- | -- | --------------------- | ------------------- | ---- | -------------------------- | ------- | ----- |
| 1   | 9  | Damon Hill            | Jordan-Mugen-Honda  | 44   | 1h 43'47"407               | 3       | 10    |
| 2   | 10 | Ralf Schumacher       | Jordan-Mugen-Honda  | 44   | +0"932                     | 8       | 6     |
| 3   | 14 | Jean Alesi            | Sauber-Petronas     | 44   | +7"240                     | 10      | 4     |
| 4   | 2  | Heinz-Harald Frentzen | Williams-Mecachrome | 44   | +32"242                    | 9       | 3     |
| 5   | 16 | Pedro Diniz           | Arrows              | 44   | +51"682                    | 16      | 2     |
| 6   | 12 | Jarno Trulli          | Prost-Peugeot       | 42   | +2 giri                    | 13      | 1     |
| 7   | 7  | David Coulthard       | McLaren-Mercedes    | 39   | +5 giri                    | 2       |       |
| 8   | 22 | Shinji Nakano         | Minardi-Ford        | 39   | +5 giri                    | 21      |       |
| Rit | 5  | Giancarlo Fisichella  | Benetton-Playlife   | 26   | Collisione con S.Nakano    | 7       |       |
| Rit | 3  | Michael Schumacher    | Ferrari             | 25   | Collisione con D.Coulthard | 4       |       |
| Rit | 4  | Eddie Irvine          | Ferrari             | 25   | Testacoda                  | 5       |       |
| Rit | 23 | Esteban Tuero         | Minardi-Ford        | 17   | Cambio                     | 22      |       |
| Rit | 1  | Jacques Villeneuve    | Williams-Mecachrome | 16   | Testacoda                  | 6       |       |
| Rit | 21 | Toranosuke Takagi     | Tyrrell-Ford        | 10   | Testacoda                  | 19      |       |
| Rit | 19 | Jos Verstappen        | Stewart-Ford        | 8    | Motore                     | 17      |       |
| Rit | 8  | Mika Häkkinen         | McLaren-Mercedes    | 0    | Collisione con J.Herbert   | 1       |       |
| Rit | 6  | Alexander Wurz        | Benetton-Playlife   | 0    | Collisione con D.Coulthard | 11      |       |
| Rit | 15 | Johnny Herbert        | Sauber-Petronas     | 0    | Collisione con M.Häkkinen  | 12      |       |
| NP  | 18 | Rubens Barrichello    | Stewart-Ford        | 0    | Incidente                  | 15      |       |
| NP  | 11 | Olivier Panis         | Prost-Peugeot       | 0    | Incidente                  | 14      |       |
| NP  | 17 | Mika Salo             | Arrows              | 0    | Incidente                  | 18      |       |
| NP  | 20 | Ricardo Rosset        | Tyrrell-Ford        | 0    | Incidente                  | 20      |       |

## Curiosità
- 600º Gran Premio per la Ferrari.
- Prima e unica doppietta per la Jordan.
- Ultimo podio per Jean Alesi.

## Classifiche

### Piloti
| Pos. | Pilota                | Punti |
| ---- | --------------------- | ----- |
| 1    | Mika Häkkinen         | 77    |
| 2    | Michael Schumacher    | 70    |
| 3    | David Coulthard       | 48    |
| 4    | Eddie Irvine          | 32    |
| 5    | Jacques Villeneuve    | 20    |
| 6    | Alexander Wurz        | 17    |
| 7    | Damon Hill            | 16    |
| 8    | Giancarlo Fisichella  | 15    |
| 9    | Heinz-Harald Frentzen | 13    |
| 10   | Ralf Schumacher       | 10    |
| 11   | Jean Alesi            | 7     |
| 12   | Rubens Barrichello    | 4     |
| 13   | Mika Salo             | 3     |
| 13   | Pedro Diniz           | 3     |
| 15   | Johnny Herbert        | 1     |
| 15   | Jan Magnussen         | 1     |
| 15   | Jarno Trulli          | 1     |

### Costruttori
| Pos. | Team                | Punti |
| ---- | ------------------- | ----- |
| 1    | McLaren - Mercedes  | 125   |
| 2    | Ferrari             | 102   |
| 3    | Williams-Mecachrome | 33    |
| 4    | Benetton-Playlife   | 32    |
| 5    | Jordan-Mugen-Honda  | 26    |
| 6    | Sauber-Petronas     | 8     |
| 7    | Arrows              | 6     |
| 8    | Stewart-Ford        | 5     |
| 9    | Prost-Peugeot       | 1     |